# Đệ nhất Hàng không quân
Đệ nhất Hàng không quân (Nhật: 第一航空軍 Hepburn: Dai ichi kōkū-gun?) là một trong những lực lượng không quân của Lục quân Đế quốc Nhật Bản trong Chiến tranh thế giới thứ hai. Có trụ sở chính ở Tōkyō, căn cứ ở Đồng bằng Kantō. Tên thường gọi là Tsubame (燕 (Yến)?) và ký hiệu quân sự là 1FA. Chịu trách nhiệm bảo vệ quần đảo Nhật Bản, Đài Loan, Triều Tiên, Quần đảo Chishima và tỉnh Karafuto.

## Lịch sử
Được thành lập theo quân lệnh số 31 vào ngày 13 tháng 4 năm 1942 và ban đầu có trụ sở tại Gifu vào ngày 5 tháng 6 năm 1942 trước khi được chuyển đến Tōkyō và giao cho lực lượng phòng không để đáp trả các cuộc không kích của quân đồng minh vào Nhật Bản. Trụ sở chính ở Tōkyō ban đầu được đặt tại đường Miyake. Vào tháng 7 năm 1944, trụ sở chính được chuyển đến tòa nhà chính của Đại học Seikei ở Kichijoji, Musashino-shi. Ngoài ra, người ta nói rằng boongke của trụ sở chính nằm ở tỉnh Saitama.
Vào ngày 8 tháng 4 năm 1945, theo Chiến dịch Ketsugō (決号作戦 (Quyết hiệu tác chiến) Ketsugō-Sakusen), kế hoạch đối phó với Chiến dịch Downfall của quân Đồng Minh, Đệ nhất Hàng không quân cùng với Đệ nhị, Đệ ngũ và Đệ lục Hàng không quân đã được chuyển đến Tổng hành dinh của Lực lượng Không lực Lục quân. Nó vẫn nằm dưới sự chỉ huy của cơ quan này cho đến khi chiến tranh kết thúc.

## Chỉ huy
- Trung tướng Takeo Yasuda - Tư lệnh Đệ nhất Hàng không quân từ ngày 1 tháng 6 năm 1942 đến tháng 4 năm 1943. Yasuda là người ủng hộ mạnh mẽ việc sử dụng chiến thuật đâm tự sát chống lại máy bay ném bom Mỹ. Từ ngày 1 tháng 4 năm 1945 Ông trở lại chỉ huy Đệ nhất Hàng không quân như một phần của quá trình chuẩn bị cho cuộc bảo vệ cuối cùng của quần đảo Nhật Bản trước cuộc xâm lược của Đồng minh; tuy nhiên, ông đã nghỉ hưu ngay trước khi chiến tranh kết thúc.
- Trung tướng Teramoto Kumaichi từ ngày 1 tháng 5 năm 1943 đến ngày 19 tháng 7 năm 1943 khi ông chuyển đến Rabual nắm quyền chỉ huy Đệ tứ Hàng không quân
- Trung tướng Thái tử Ý Mẫn (李王垠 (Lý Vương Ngân)?) từ 20 tháng 7 năm 1943 đến 31 tháng 3 năm 1945

## Biên chế

### Biên chế lần cuối
- Sư đoàn bay thứ 10 (第10飛行師団 (Đệ thập Phi hành sư đoàn) Dai 10 Hikō Shidan?) - chịu trách nhiệm bảo vệ Tokyo
  - Chiến đội bay thứ 18 (飛行第18戦隊 (Phi hành đệ thập bát chiến đội) Hikō dai 18 Sentai?)
  - Chiến đội bay thứ 23 (飛行第23戦隊 (Phi hành đệ nhị thập tam chiến đội) Hikō dai 23 Sentai?)
  - Chiến đội bay thứ 53 (飛行第53戦隊 (Phi hành đệ ngũ thập tam chiến đội) Hikō dai 53 Sentai?)
  - Chiến đội bay thứ 70 (飛行第70戦隊 (Phi hành đệ thất thập chiến đội) Hikō dai 70 Sentai?)
- Phi đoàn thứ 5 (第5飛行団 (Đệ ngũ Phi hành đoàn) Dai 5 Hikōdan?)
  - Chiến đội bay thứ 74 (飛行第74戦隊 (Phi hành đệ thất thập tứ chiến đội) Hikō dai 74 Sentai?)
- Phi đoàn thứ 12 (第12飛行団 (Đệ thập nhị Phi hành đoàn) Dai 12 Hikōdan?)
  - Chiến đội bay thứ 1 (飛行第1戦隊 (Phi hành đệ nhất chiến đội) Hikō dai 1 Sentai?)
  - Chiến đội bay thứ 11 (飛行第11戦隊 (Phi hành đệ thập nhất chiến đội) Hikō dai 11 Sentai?)
- Phi đoàn thứ 16 (第16飛行団 (Đệ thập lục Phi hành đoàn) Dai 16 Hikōdan?)
  - Chiến đội bay thứ 3 (飛行第3戦隊 (Phi hành đệ tam chiến đội) Hikō dai 3 Sentai?)
  - Chiến đội bay thứ 14 (飛行第14戦隊 (Phi hành đệ thập tứ chiến đội) Hikō dai 14 Sentai?)
  - Chiến đội bay thứ 75 (飛行第75戦隊 (Phi hành đệ thất thập ngũ chiến đội) Hikō dai 75 Sentai?)
- Đội huấn luyện Hàng không quân thứ 1 (第1航空軍教育隊 (Đệ nhất hàng không quân giáo dục đội) Dai 1 kōkū-gun kyōiku-tai?)
- Bộ Tư lệnh Quân khu Không quân thứ 40 (第40航空地区司令部 (Đệ tứ thập hàng không địa khu tư lệnh bộ) Dai 40 kōkū chiku shirei-bu?)
- Bộ Tư lệnh Quân khu Không quân thứ 46 (第46航空地区司令部 (Đệ tứ thập lục hàng không địa khu tư lệnh bộ) Dai 46 kōkū chiku shirei-bu?)
- Bộ Tư lệnh Quân khu Không quân thứ 62 (第62航空地区司令部 (Đệ lục thập nhị hàng không địa khu tư lệnh bộ) Dai 62 kōkū chiku shirei-bu?)
- Bộ Tư lệnh Truyền tin Không quân thứ 4 (第4航空通信司令部 (Đệ tứ hàng không thông tín tư lệnh bộ) Dai 4 kōkū tsūshin shirei-bu?)
- Liên đội Truyền tin Không quân thứ 13 (第13航空通信連隊 (Đệ thập tam hàng không thông tín liên đội) Dai 13 kōkū tsūshin rentai?)